# Lòbul occipital
El lòbul occipital és un lòbul cerebral situat a la part més posterior de l'hemisferi cerebral; el seu límit anterior, completament convencional, és una línia fictícia d'un trajecte paral·lel a la cissura perpendicular interna. Presenta dos solcs, l'occipital superior i l'inferior, que limiten tres circumvolucions longitudinals superposades, la primera, segona i tercera circumvolucions occipitals. S'encarrega de coordinar els estímuls visuals.

## Morfologia

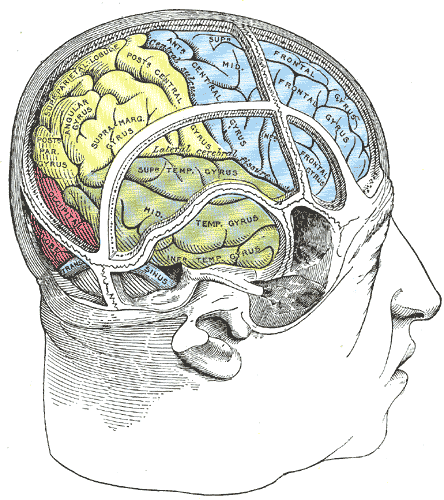
dibuix que il·lustra la relació entre les parts del cervell i els ossos del crani

Els dos lòbuls són les zones més petites dels quatre lòbuls aparellats que té el còrtex del cervell humà. Estan localitzats a la part més posterior del crani i formen part de l'escorça cerebral. Els lòbuls occipitals no estan definits per cap estructura interna que els delimiti, sinó més aviat pels ossos cranials. Per tant, el lòbul occipital es defineix com la part de còrtex cerebral que està a sota de l'os occipital.
Els lòbuls descansen sobre el tentorium cerebelli, una continuació de la duramàter que separa el cervell del cerebel. Són estructures separades dins dels seus respectius hemisferis cerebrals separats per la cissura interhemisfèrica. A l'extrem anterior de cada lòbul occipital estan els girs (gir lingual, gir fusiforme), que estan separats pel solc occipital lateral.
La cara interior de cada lòbul occipital està dividida pel solc calcari. Per damunt de la cara medial, el solc en forma de lletra Y, està el cuneus i a l'àrea inferior del solc està el gir lingual.

## Funcions
Hi ha diverses àrees del lòbul occipital implicades en la funció visual. Cada àrea conté un mapa que recull la informació situacional sobre allò que es veu. Tot i que no hi ha separacions anatòmiques d'aquestes parts visuals (excepte pel les prominents estries del còrtex), els fisiòlegs fan servir elèctrodes per trobar i enregistrar quines són les diferents regions funcionals.
La primera d'aquestes regions funcionals és el còrtex visual. Serveix per emmagatzemar la informació bàsica sobre l'orientació espacial del que veiem (mapa topogràfic), també conté informació sobre els colors; tot això dins de petits camps receptius. El còrtex visual primari projecta cap a les àrees occipitals de la ruta ventral (àrea visual V2 i àrea visual V4) i cap a les àrees occipitals de la ruta dorsal visual (àrea V3, àrea V5 i àrea dorsomedial DM).
Un aspecte significatiu sobre la funcionalitat del lòbul occipital és que allotja la funció primària visual del còrtex.
Els fotoreceptors de la retina són el vehicle de transport dels estímuls captats pels ulls en direcció cap als nuclis geniculats laterals, on els raigs òptics segueixen fins a arribar al còrtex. Cada còrtex visual rep informació sensorial en brut des de l'exterior de la retina per la mateixa banda que el cap (dreta o esquerra) i des de la meitat interna de la retina de l'altra banda del cap. L'àrea 17 de Brodmann rep informació visual procedent de la retina contralateral superior, en relació al camp visual inferior. La lingula rep informació de la zona contralateral inferior de la retina relacionada amb el camp visual superior visual. Les dades d'informació retinal passen a través d'una via estacional al nucli geniculat lateral del tàlem abans de projectar-se al còrtex. Les cèl·lules de la part posterior dels lòbuls occipitals formen la substància grisa, que conforma un mapa topogràfic del camp visual. Els estudis sobre el funcionament cerebral amb imatges d'escànner en el teixit cortical dels lòbuls quan els camps de la retina estan exposats a patrons de llum intensa.

## Implicacions clíniques

### Problemes de visió
Una lesió a l'àrea primària de la visió, situada al lòbul occipital, pot deixar una persona amb ceguesa parcial (hemianòpsia) o total (síndrome d'Anton–Babinski). També les lesions al lòbul occipital poden causar al·lucinacions. Si la lesió afecta la part parietal-temporal-occipital, que és l'àrea de l'associació, les conseqüències poden ser: agnòsia del color (acromatòpsia), agnòsia del moviment (aquinetòpsia) i agrafia. Els danys que afecten al còrtex primari visual, que està localitzat a la superfície posterior del lòbul occipital, pot causar ceguesa deguda a buits en el mapa visual que s'han produït per la lesió.

### Epilèpsia
Recents estudis han mostrat que algunes de les troballes en neurologia tenen relació amb epilèpsies idiopàtiques originades al lòbul occipital. Els atacs epilèptics del lòbul occipital són desencadenats per un flaix visual o per l'impacte d'una imatge que conté múltiples colors. És el que s'anomena estimulació parpellejant (generalment procedent de les imatges de televisió), aquests atacs tenen a veure amb la fotosensibilitat. Els pacients que han experimentat atacs epilèptics relacionats amb el lòbul occipital descriuen la visió de colors brillants i una visió molt borrosa, acompanyat de vòmit en alguns casos. Aquests tipus d'atac es desencadenen principalment durant les hores diürnes, mentre s'està mirant un programa de televisió o bé mirant o participant en un videojoc que té moviment ràpid d'imatges. El focus d'aquests atacs epilèptics està en el lòbul occipital i tant poden ser espontanis com ser desencadenats pels estímuls visuals externs ja esmentats. Les epilèpsies del lòbul occipital poden ser etiològicament: idiopàtiques, simptomàtiques o criptogèniques. Els atacs simptomàtics poden començar a qualsevol edat, així com en qualsevol etapa després o durant el curs del trastorn causal subjacent. Els atacs idiopàtics generalment comencen durant la infantesa. Les epilèpsies relacionades amb l'àrea del lòbul occipital són aproximadament entre un 5% i un 10% de totes les epilèpsies.